# Канторе, София
София Канторе (итал. Sofia Cantore; род. 30 сентября 1999, Лекко, Ломбардия) — итальянская футболистка, нападающий американского клуба «Вашингтон Спирит» и сборной Италии.

## Карьера в клубе
Канторе помогла «Фиаммамонца» выйти в Серию B в сезоне 2016/2017 годов.
В августе 2017 года София перешла в «Ювентус». 12 марта 2018 года Канторе забила свой первый гол за «Ювентус» в выездном матче против «Эллас Вероны», который закончился со счетом 2:0. Забила четыре гола в 19 матчах в сезоне 2017/18 годов. 9 июня 2018 года получила травму колена, из-за которой не смогла сыграть на чемпионате Европы среди девушек до 19 лет. Травма также повлияла на следующий сезон, в котором Канторе сыграла всего один матч.
В июле 2019 года перешла в «Эллас Верону» на правах аренды, где забила три гола в 14 матчах. В июле 2020 года перешла во «Флоренцию» на правах аренды, забив девять голов в 22 матчах. 9 июля 2021 года перешла в «Сассуоло» на правах аренды. 18 февраля 2022 года получила перелом малой берцовой кости, из-за чего досрочно завершила сезон.
17 июня 2025 года Канторе перешла в «Вашингтон Спирит» и подписала с клубом трёхлетний контракт. Стала первым итальянским игроком, подписавшим контракт в NWSL.

## Карьера в сборной
1 декабря 2020 года Канторе дебютировала в составе сборной Италии в матче против сборной Дании, завершившемся со счётом 0:0.
19 февраля 2023 года забила свой первый гол за сборную в матче против Англии, сравняв счёт.
2 июля 2023 года Канторе была включена в состав сборной Италии для участия в чемпионате мира по футболу среди женщин 2023 года.
В июне 2025 года была заявлена в сборную Италии для участия в чемпионате Европы.

## Достижения
- Чемпионка Италии: 2017/18, 2018/19
- Обладательница Кубка Италии: 2018/19